# Red Ethelstana
Slobodnozidarski red Ethelstana (engl. Masonic Order of Athelstan) je dodatni red u slobodnom zidarstvu koji ima svoje korijene u Engleskoj, a osnovan je 2005. godine. Ovaj red predstavlja zaseban stupanj koji se dodjeljuje po pozivu majstorima slobodnim zidarima koji su već postigli stupanj svetog kraljevskog luka. Red je inspiriran likom i simbolizmom kralja Ethelstana Sjajnog, unuka Alfreda Velikog, koji je prvi okrunjeni kralj Engleske i vladao od 924. do 939. godine.

## Povijest i podrijetlo
Red Ethelstana osnovan je 2005. godine kao rezultat istraživanja i interesa pojedinaca koji su dijelili strast prema povijesti i podrijetlu slobodnog zidarstva. Njihova istraživanja, vođena proučavanjem anglosaksonskih kronika, usmjerila su fokus na legendu o okupljanju slobodnih zidara u Yorku 926. godine. Prema toj tradiciji, kralj Ethelstan je sazvao skup slobodnih zidara kako bi kodificirali pravila i običaje zanata.
Red se opisuje kao "funkcionalni stupanj", prilagođen modernim uvjetima s jednostavnijim organizacijskim zahtjevima i manjim financijskim opterećenjem. Aktivnosti unutar reda organiziraju se kroz tri godišnja susreta – dva radna i jedan svečani inicijacijski sastanak. Tijekom ovog posljednjeg susreta izvodi se posebna ceremonija u trajanju od otprilike 40 minuta, nakon koje slijedi kratko predavanje.
Kao i u drugim masonskim redovima, rituali Reda Ethelstana koriste legende i alegorije kako bi prenijeli moralne pouke i istaknuli etička načela koja vode članove u njihovom osobnom i društvenom životu.

## Organizacija i struktura
Red Ethelstana organiziran je u sudove (Courts), koji su ekvivalentni masonskim ložama. Na regionalnoj razini sudovi su grupirani u pokrajine, pri čemu je u Engleskoj i Walesu ustrojstvo Reda osmišljeno tako da pokrajine odražavaju nekadašnja drevna anglosaksonska kraljevstva, umjesto modernih administrativnih podjela, tj. engleskih grofovija.
Trenutno u Engleskoj i Walesu postoji 11 pokrajina, dok su dodatne pokrajine osnovane diljem svijeta.
Red je zatvorenog tipa i članstvo je moguće isključivo na poziv, i to samo majstorima koji imaju stupanj svetog kraljevskog luka. Zbog svoje ekskluzivnosti i povijesnog fokusa, privlači članove koji pokazuju poseban interes za anglosaksonsku povijest, tradiciju i simboliku u kontekstu slobodnog zidarstva.

### Rasprostranjenost
Red Ethelstana djeluje na područjima nadležnosti sljedećih regularnih velikih loža temeljem potpisanih konkordata:
- Ujedinjena velika loža Engleske → Veliki sud masonskog reda Ethelstana u Engleskoj i Walesu te prekomorskim pokrajinama
  -  Velika loža Španjolske → Pokrajinski veliki sud Španjolske
    -  Velika loža Andore

  -  Velika loža Grčke → Pokrajinski veliki sud Grčke[4]
  -  Nacionalna velika loža Francuske → Pokrajinski veliki sud za Francusku
  -  Regularne velike lože u SAD-u → Pokrajinski veliki sud za Sjedinjene Američke Države[5]
  -  Velika loža Bolivije → Pokrajinski veliki sud Bolivije
    -  Velika loža Cuscatlana u Salvadoru

  -  Regularne velike lože u Brazilu  → Pokrajinski veliki sud za Brazil
  -  Regularne velike lože u Australiji → Pokrajinski veliki sud Australije[6][7]
  - Pokrajinski veliki sud za Jugoistočnu Aziju
    -  Velika loža Filipina
    -  Kotarska velika loža Istočnog arhipelaga
- Kotarske velike lože u Indiji / Velika loža Indije → Veliki sud masonskog reda Ethelstana u Indiji[8]

## Red Alfreda Velikog
Drevni masonski red Alfreda Velikog (engl. Ancient Masonic Order of Alfred the Great) je suvereni masonski red kojim se odaje priznanje za zasluge bivšim starješinama Reda Ethelstana.
Ritual Reda obilježava ulogu Alfreda Velikog u otvaranju puta nasljeđivanju Ethelstana Sjajnog. Članovi imaju jedan od tri progresivna stupnja:
- 1° – vitez (engl. Knight, KAG)
- 2° – vitez zapovjednik (Knight Commander, KCAG)
- 3° – vitez velikog križa (Knight Grand Cross, GCAG)

## Vanjske poveznice
- Order of Athelstan
- Order of Alfred the Great
- Facebook stranica